# When We Were Young (canção de Take That)
"When We Were Young" é o segundo e final single do grupo pop britânico Take That do primeiro EP da banda, Progressed. Ele foi tema na adaptação cinematográfica de Os Três Mosqueteiros, que estreou no Reino Unido em 14 de outubro de 2011. A canção apresenta Robbie Williams e Gary Barlow nos vocais. O single foi lançado nas rádios em 11 de julho de 2011 e foi lançado no Reino Unido como um download digital em 22 de agosto de 2011.

## Acontecimento
Em 7 de Julho de 2011, foi anunciado no site oficial do Take That que "When We Were Young" seria o próximo single de Progressed, e que serviria também como tema para a adaptação novo filme de Os Três Mosqueteiros, dirigido por Paul W. S. Anderson. Gary Barlow afirmou que a canção foi escrita após o Take That assistir uma exibição privada do filme. Barlow afirmou: "O filme é visualmente tão rico e bonito que o nosso principal desafio foi então combiná-lo musicalmente. Nós retornamos às guitarras, pianos reais e uma estrutura de canção convencional para alcançar este objetivo. Também pensamos que os Mosqueteiros nos lembrou de nós mesmos".

## Recepção da crítica
Em sua revisão do Take That, Progressed, Gavin Martin, do Daily Mirror concluiu que "a definição da tradicional balada de Barlow, "When We Were Young"... estende ato do álbum original de equilíbrio entre a nostalgia digna e experimentação comercialmente trabalhada". Music Daily News deu a canção um comentário positivo afirmando que esta "é uma canção melhor ouvida em um humor reflexivo. Williams leva seu dever de vocal principal, mais uma vez, com Barlow novamente na segunda liderança. É uma música muito bem trabalhada, que é obrigado a evocam memórias amargo-doce para os ouvintes e merece ser um enorme sucesso". Heat elogiou a música, afirmando que "When We Were Young empolga na forma mid-tempo, com uma introdução muito cativante. Ele vem com um grande coro e é uma mistura borbulhante do velho e do novo Take That".

## Vídeoclipe
O vídeo oficial da música foi lançado em 14 de julho de 2011. O vídeo foi filmado em cores e cor-corrigida para uma tonalidade uniforme azul frio. Mostra o Take That tocando a música dentro de um estádio de Wembley vazio depois de um de seus shows da Progress Live, com cada membro em um local diferente do chão. Robbie Williams abre o vídeo no palco b, cercado por fita de relógio, tentando agarrar o vento que sopra do estádio. Gary Barlow é mostrado sentado nas cadeiras olhando para baixo sobre o palco onde ele executa o refrão, enquanto Mark Owen, Jason Orange e Howard Donald olham em torno do estádio contemplando a noite anterior. No final do vídeo, todos eles se juntam e executam na frente do palco de sua turnê o refrão final, juntam as mãos e fazem um arco para o seu público. O vídeo em si foi elogiado por críticos pela sua abordagem e seu valor sentimental.

## Performance nas paradas
A canção estreou no número 88 na parada de singles do Reino Unido na semana em que foi lançado, como uma faixa de download digital do álbum sem promoção ou um lançamento físico.

## Faixas
- Download Digital

1. "When We Were Young" (Album Version) - 4:34

- UK Promo Single[7]

1. "When We Were Young" (Single Version) - 4:06
2. "When We Were Young" (Single Instrumental) - 4:05

- UK iTunes Package[8]

1. "When We Were Young" - 4:34
2. "When We Were Young" (Music Video) - 4:51

## Desempenho nas paradas
| Paradas (2011)                           | Posições mais altas |
| ---------------------------------------- | ------------------- |
| UK Singles (The Official Charts Company) | 88                  |

## Histórico de lançamento
| País        | Data                 | Formato          | Gravadora       |
| ----------- | -------------------- | ---------------- | --------------- |
| Reino Unido | 21 de agosto de 2011 | Download digital | Polydor Records |
| Mundo       | 23 de agosto de 2011 | Download digital | Polydor Records |